# 戈壁狼蛛
戈壁狼蛛（学名：Lycosa gobiensis）为狼蛛科狼蛛属的动物。在中国大陆，分布于内蒙古、新疆等地。该物种的模式产地在内蒙古。